# 心霊写真部
『心霊写真部』（しんれいしゃしんぶ）は、福谷修の著による日本のホラー小説、およびそれを原作とするDVDドラマ。小説ではファッション雑誌の心霊写真企画、ドラマでは高等学校のクラブ活動で心霊写真の調査研究を行う「心霊写真部」を主軸とし、それらの写真に秘められた事件、事故、不慮の死など様々な真相を主人公たちが追ってゆく物語である。

## 小説
福谷修が脚本を務めたゲームソフト『トワイライトシンドローム 禁じられた都市伝説』に続くゲーム企画として構想されたが、紆余曲折を経て小説での展開となり、ソニー・デジタルエンタテインメントによるモバイルコンテンツ「全力書店」内の電子書籍として、2009年（平成21年）8月、1話完結形式で連載が開始された。
当初は『トワイライト〜』同様に学校を舞台とし、クラブ活動を主軸とする物語が想定されていたが、携帯小説への移行に伴い、より現実味のある設定として、雑誌編集部に舞台が改められた。
同2009年12月には、第1話から第7話までを第1部として収録した文庫本版が竹書房から発行された。その後、電子書籍は第15話で完結したが、文庫本版は続刊が発行されず、未完に終わった。
その後、映画「心霊写真部 劇場版」の放映にさきがけ『Re:心霊写真部』が発売された。文庫本版に未発売の物語を加えて完結している。

## あらすじ
主人公・二宮佳夕は高校2年生で、ファッション雑誌の読者モデル。その雑誌の編集部が心霊写真コーナーを企画し、編集部には多くの心霊写真が寄せられた。佳夕は編集員たちとともに心霊写真の調査をするうちに、それらの写真に秘められた様々な真相に近づいてゆく。

## ドラマ版
2010年（平成22年）にDVDドラマ化。9月3日に第1巻、10月2日に第2巻が発売された。福谷自身が脚本を務めたこともあり、設定は当初の構想通り学校のクラブ活動に変更されているが、あらすじの大筋やカラオケボックス、プリクラなどといった題材は小説版と同じである。
主演はグラビアアイドルの中村静香であり、中村のホラー初挑戦と報じられた。同年9月にインターネットテレビ・あっ!とおどろく放送局内の番組「みんなの願いを叶えたい! 土曜」に中村静香らが発売記念としてゲスト出演した際は、心霊写真にカメラを向けた際にカメラの電源が何度も切れるという原因不明の現象が起き、「生放送中に心霊現象」と報じられた。
当初は全4巻の発売が予定されており、続編の製作も視野に入れられていた。しかし売上不振や諸事情により第3巻以降は発売されず、事実上の打ち切りとなった。前述通り1話完結形式のために各話単位では完結しているものの、作中に登場する謎の殺人鬼の正体は誰か、などの全編を通じての謎が未解決に終わった。
しかし2012年8月にニコニコ生放送での企画「真夏のホラー映画42連発」で多くのホラー作品とともに配信された際、『リング』『呪怨』などの有名タイトルを抑えてランキング1位を記録した。これを機にニコニコ動画のユーザー間で人気が再燃し、ホラー要素は低予算ながら見応えがあるとして話題となった。出演者の1人である伊藤陽佑が心霊現象に遭遇して激しく痙攣する演技から、「痙攣部」という言葉も生まれた。
この人気の再燃にともない続編を望む声が多く寄せられ、新作である劇場版作品『心霊写真部 劇場版』、およびその原作小説である『Re:心霊写真部』が製作されることとなった。

### あらすじ（ドラマ版）
主人公・二宮 佳夕は高校生。ひょんなことから心霊写真の調査を行う「心霊写真部」に、強引に引き入れられてしまった。成り行きで部の一同と活動を共にすることとなった佳夕はやがて、心霊写真に秘められた様々な真相に近づいてゆく。一方では次々に人々を襲う謎の殺人犯「マスク殺人鬼」が世間を騒がせていた。

### キャスト
- 二宮 佳夕 - 中村静香
- 瑠川 リリ - 戸田れい
- 牧村 久 - 伊藤陽佑
- 一ノ谷 玲花 - 倉内沙莉
- 早瀬 章吾 - 松田祥一

### スタッフ
- 原作・脚本：福谷修
- 監督：永江二朗
- 企画：永田芳弘、大橋孝史
- プロデューサー：上野境介
- 製作：ハピネット、ジョリー・ロジャー
- 主題歌：「XYZ」（歌：HIGH and MIGHTY COLOR）

### サブタイトル
| #                | タイトル                   | ゲスト出演者                                       |
| ---------------- | -------------------------- | -------------------------------------------------- |
| 壱限目 （第1巻） | 第1話 廃墟できもだめし     | 水沢亜沙美、八木瑛美莉、佐藤あずさ、他             |
| 壱限目 （第1巻） | 第2話 カラオケボックスの顔 | 菊川史織、富田麻友、西恵利香、春野恵、河合風花、他 |
| 壱限目 （第1巻） | 第3話 心霊プリクラ         | 新実菜々子、前田明日香、他                         |
| 弐限目 （第2巻） | 第4話 落ちる女             | 摩矢野マリカ、並河一、他                           |
| 弐限目 （第2巻） | 第5話 うしろの手           | 瀧みづき、片山享、吉川真紀、他                     |
| 弐限目 （第2巻） | 第6話 黒いおともだち       | 栁本絵美、澤田萌音、他                             |

## 心霊写真部リブート
2016年（平成28年）には、“心霊写真部”シリーズ第三弾となる、小説『Re:心霊写真部』を原作とするリブート作品『心霊写真部リブート』が製作され、8月26日、ニコニコ生放送で放送された。映画版から登場人物の二宮佳夕役は松永有紗、一ノ谷玲花役は小宮有紗に交代している。同年11月3日にDVDがリリース。

### キャスト（リブート版）
- 二宮 佳夕 - 松永有紗
- 瑠川 リリ - 上野優華
- 牧村 久 - 伊藤陽佑
- 一ノ谷 玲花 - 小宮有紗
- 他 - 市島琳香、安田愛里

### スタッフ（リブート版）
- 原作・脚本：福谷修
- 監督：永江二朗

### サブタイトル（リブート版）
- 第1話：廃墟
- 第2話：消えない顔